# 「それって、for 誰?」part.1
「「それって、for 誰?」part.1」（それって フォー だれ パートワン）は、Base Ball Bearの17枚目のシングル。

## 解説
- 前作「ファンファーレがきこえる/senkou_hanabi」から約1年8か月ぶりのリリースとなる2015年第一弾シングル。
- シリーズ“三十一”と題し、3ヶ月連続3タイトルでCD+CDの2Discからなる“エクストリーム・シングル”の1作目。完全生産限定盤での発売。紙ジャケット仕様。
- DISC.2には、6月13日に行われた「日比谷ノンフィクションIV」のライブ音源を収録[2]。
- オリコンチャートの2015年08月17日付週間CDシングルランキングでは、4,662枚を売り上げ25位にランクインした[3]。

- この作品から6thフルアルバム『C2』までのジャケットデザインには、2006年にリリースされた『C』などの作品に組み込まれた「電波塔マーク」が再度使用されている。

## 批評家による評価
『「それって、for 誰?」part.1』は音楽評論家による批評が行われている。音楽雑誌『MUSICA』では、宇野維正、池上麻衣、金子厚武3人からなるレビューアーに批評されている。そのうち伊藤はレビューで「あの色っぽさと青春のほとばしりが奇跡的に共存している河床が何よりも最高。SNS時代に的確な批判的視点も投げかけている歌詞も素晴らしいんですけどね。」と本作の歌唱について評価、制作姿勢を称賛した。また、次項では池上が後記のように綴る。「自己も他者も社会も、ポップスで皮肉って来たベボベだが、今作ではSNSに生きる人々に警鐘を鳴らしながら、痛烈に批判。されど、自虐と自己批評に戻っていくスタイルは客観の極みを尽くして生まれた『二十九歳』というアルバム以降の新たなスタンスだろう。」と宇野同様にSNSに対する批判を含ませた今作についての記述を多く含ませた内容となっている。

## 収録曲
DISC.1
1. 「それって、for 誰?」part.1（作詞・作曲：小出祐介、編曲：Base Ball Bear、玉井健二）
  - 公式サイトには「辛辣さと切実さとグルーヴィーさと、な楽曲」と紹介されている[5]。
  - 6thアルバム『C2』、ベストアルバム『増補改訂完全版「バンドBのベスト」』収録
2. 「それって、for 誰?」part.1（Instrumental）
3. アルバム特報

DISC.2
- 2015.6.13 ワンマンライブ「日比谷ノンフィクションIV」ライブ音源

1. CRAZY FOR YOUの季節
2. Transfer Girl
3. yellow
4. そんなに好きじゃなかった
5. 愛はおしゃれじゃない
6. Tabibito In The Dark
7. 十字架You and I
8. changes
9. ELECTRIC SUMMER
10. UNDER THE STAR LIGHT
11. 魔王
12. PERFECT BLUE